# G-REX王座
G-REX王座（ジー-レックスおうざ）は、GLEATが管理・認定している王座。

## 歴史
2021年12月30日、TOKYO DOME CITY HALLで行われた「GLEAT Ver.2」終了後のビジョンにて、団体初の王座設立ならびに初代王座決定トーナメント開催が発表された。出場者は所属選手のみで、カズ・ハヤシ、田中稔、松井大二郎、伊藤貴則、飯塚優、渡辺壮馬、CIMA、T-Hawk、エル・リンダマン、鬼塚一聖、河上隆一、田村ハヤトの12選手によるトーナメント方式で争われた。
2022年2月22日、後楽園ホールにて初代チャンピオン決定戦が行われ、リンダマンが田村との激闘を制し、初代王者となった。7月22日、#STRONGHEARTSがSPW（シンガポールプロレスリング）に参戦し、初代王者のリンダマンがアンドリュー・タンと初の海外でのタイトル戦を行い、防衛を果たした。

## 歴代王者
| 歴代  | 王者             | 戴冠回数 | 防衛回数 | 獲得日         | 獲得場所 備考（対戦相手）   |
| ----- | ---------------- | -------- | -------- | -------------- | --------------------------- |
| 初代  | エル・リンダマン | 1        | 7        | 2022年02月22日 | 後楽園ホール （田村ハヤト） |
| 第2代 | 石田凱士         | 1        | 1        | 2023年01月08日 | 大阪府立体育会館第2競技場   |
| 第3代 | T-Hawk           | 1        | 5        | 2023年04月12日 | 後楽園ホール                |
| 第4代 | 田村ハヤト       | 1        | 8        | 2023年12月30日 | TOKYO DOME CITY HALL        |
| 第5代 | 渡辺壮馬         | 1        | 0        | 2024年12月30日 | TOKYO DOME CITY HALL        |
| 第6代 | 石田凱士         | 2        | 4        | 2025年01月11日 | 大阪府立体育会館第2競技場   |
| 第7代 | 中嶋勝彦         | 1        |          | 2025年07月1日  | CITY HALL & GALLERY GOTANDA |